# 大北沟镇
大北沟镇，是中华人民共和国内蒙古自治区锡林郭勒盟多伦县下辖的一个乡镇级行政单位。

## 行政区划
大北沟镇下辖以下地区：
兴华社区、十五号村、十七号村、九号村、五号村、南山根村、巴彦坤兑村、白沙梁村、学田地村、大北沟村、西山根村、黑山头村、蒙古营村、白石头沟村、北石门村和花塘沟村。

## 历史沿革
- 民国时期，现大北沟镇境域属第三区。
- 1956年，撤区建大北沟乡。
- 1958年10月，成立灯塔公社。
- 1959年，灯塔公社更名大北沟公社。
- 1984年，由大北沟公社改为大北沟乡。
- 2001年，由大北沟乡改为大北沟镇。
- 2006年6月，十五号、西干沟、耗来沟3乡划归大北沟镇。